# Бардабашка-I
Бардабашка-I — деревня в Бардымском районе Пермского края на реке Барда. Входит в состав Бичуринского сельского поселения. Находится примерно в 18 км к юго-западу от центра села Барда.

## Население
По результатам переписи 2010 года численность населения составила 261 человек, в том числе 129 мужчин и 132 женщины.
В 2005 году численность населения составляла 276 человек.
В 1926 году в селе проживало 350 башкир и 16 русских.